# Farming (jeu vidéo)
Pour les articles homonymes, voir Farming.
Le farming est, dans un jeu vidéo (généralement un RPG, souvent massivement multijoueur), la pratique qui consiste à consacrer une partie du temps de jeu à récolter de l'argent, des objets, ou de l'expérience en répétant sans cesse les mêmes actions, en visitant les mêmes donjons ou en tuant le même groupe d'ennemis dans le but de s'enrichir/monter en niveau rapidement.

## EnGameplay
Le farming est une pratique récurrente dans les jeux qui nécessitent que le personnage joué acquière un certain niveau pour progresser, ou un certain nombre d'objets ou de pièces. C'est donc notamment dans les jeux de type RPG que le farming est le plus représenté, certains comme la série des Final Fantasy ou surtout les MMORPG comme World of Warcraft requérant du joueur qu'il passe parfois de nombreuses heures à faire les mêmes combats et niveaux en boucle dans le but de monter à un certain niveau, d'acquérir une certaine somme d'argent ou de récolter certains objets. 
À l'inverse, l'impossibilité de faire du farming peut poser des problèmes de gameplay dans certains jeux, et limiter grandement la possibilité de continuer de jouer après avoir terminé le scénario. C'était particulièrement le cas dans la première génération des jeux Pokemon, où à la fin du scénario, alors que le jeu lui-même est encore loin d'être terminé, le seul moyen de gagner de l'argent était de recombattre en intégralité le très fastidieux « conseil des 4 », pour une somme relativement dérisoire. 
Cette tendance est par ailleurs accentuée par la dimension sociale des jeux en ligne, elle incite effectivement à des logiques de participation entre les joueurs qui sont bien souvent interdépendants les uns des autres (par exemple via les classes de personnages qui se complètent). Aussi, l'imaginaire du travail productif présent dans les jeux, notamment avec la présence de différents métiers peut accentuer les pratiques de farming. 

## Comme pratique lucrative
Depuis l'essor des jeux en ligne et la possibilité de transactions financières dans un jeu, pour une partie des pratiquants le farming est devenu un véritable travail, souvent très dur, rémunéré par la revente des objets acquis dans le jeu en échange d'argent véritable par le biais notamment de sites d'enchères. En jouant sur les inégalités de revenu, un vendeur situé dans un pays en développement peut en effet réaliser un grand bénéfice grâce à des acheteurs vivants dans des pays développés. On appelle souvent ces joueurs des « chinese farmers », car de nombreuses équipes de joueurs salariés sont situées dans ce pays. Le farming est également pratiqué par des prisonniers purgeant des peines, comme en Chine où la pratique y est parfois imposée,. 
Le farming a donné lieu à des procès, menés par des éditeurs comme Blizzard, et aussi la prise en compte de ce moyen de revenu par la fiscalité dans certains pays, comme l'Australie.
Il existe depuis plusieurs années des farming différents autres que celui de la récolte de ressources, le plus connu est le farming de points de "Prestige" dont les Hauts Faits dans les jeux de Blizzard (World of Warcraft, Diablo III et Starcraft II), les Trophées sur PlayStation 3 et les Succès sur Xbox 360.
Dans certaines prisons chinoises, les gardes obligeraient les détenus à farmer de l’or sur World of Warcraft pour ensuite le revendre. Les gardiens gagneraient plus d’argent en forçant les détenus à farmer de l’or sur World of Warcraft qu’en les obligeant à faire des travaux manuels.